# Ånden som Gjorde Opprør
Ånden som Gjorde Opprør es el segundo álbum oficial de estudio de Mortiis, publicado por el sello Cold Meat en 1994.
Este trabajo se compone de dos largos temas, de alrededor de 20 minutos cada uno, en los cuales Mortiis sigue utilizando el idioma noruego en los títulos: "En mørk horisont" y "Visjoner av en eldgammel fremtid".
Fue relanzado 2 años más tarde por el sello sueco Dark Dungeon, y en 2007 por el estadounidense Projekt.

## Lista de canciones
1. "En mørk horisont" - 21:09
2. "Visjoner av en eldgammel fremtid" - 18:27